# Таганрогский казачий полк

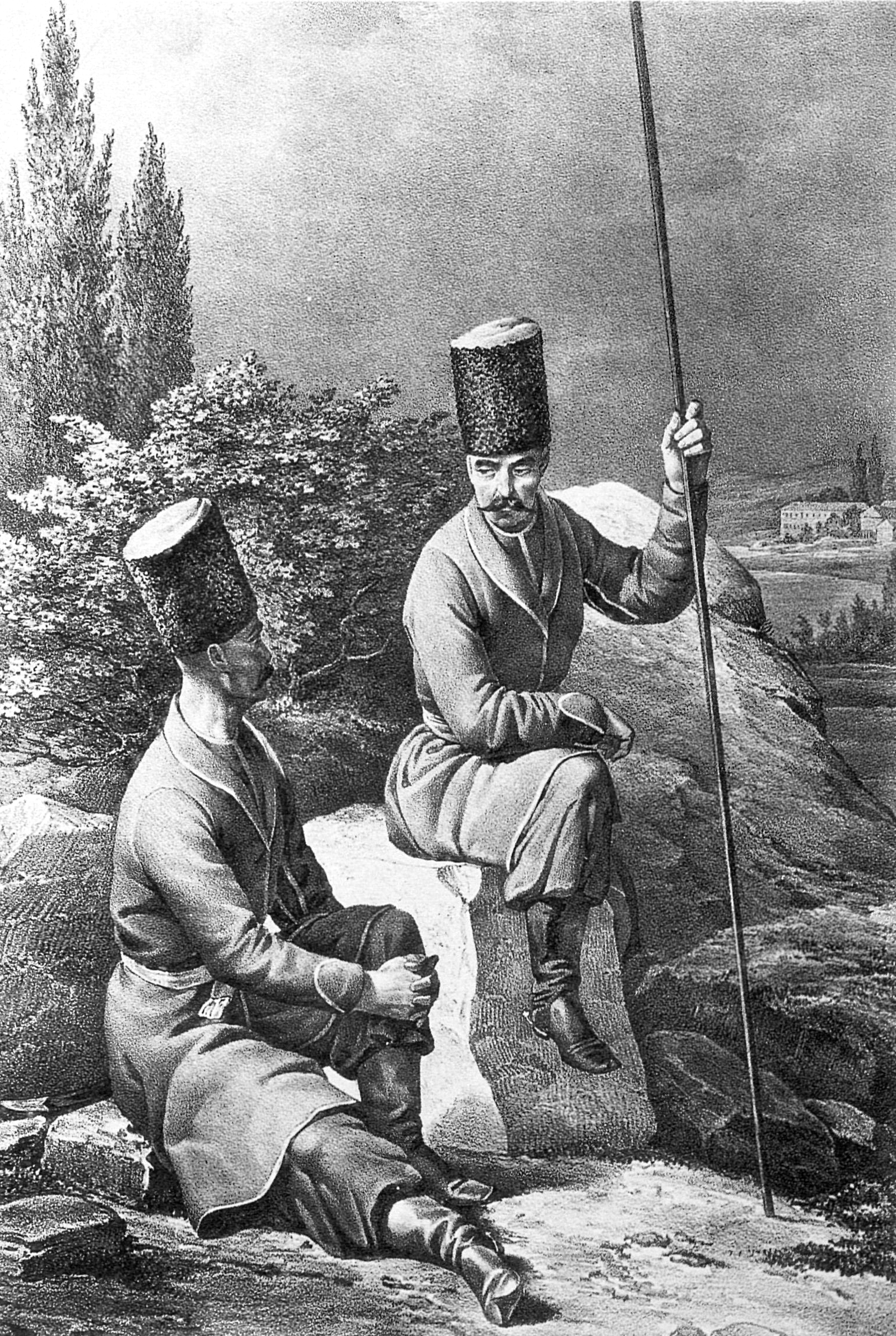
Азовский и таганрогский казаки в 1774 году.

## История
В царствование Петра I, одновременно с началом строительства новой Троицкой крепости, по восточному берегу Миусского лимана, между Павловской и Семеновской крепостями, расселили 500 семей донских казаков, составивших вновь учреждённый Таганрогский конный казачий полк. Первая партия казаков появилась на Миусе в 1698 году. Сохранилось и имя их первого атамана — Исай Соболев. Значительную группу составляли также казаки Слобожанщины, которые были поселены на реке Миус для охраны подступов к Таганрогу со стороны Крыма. Миусские конные и пешие казаки составили, вместе с солдатами, пушкарями и матросами, первый гарнизон города.
Именно отсюда 14 августа 1699 года в принадлежавшую тогда турками Керчь отбыла эскадра, задачей коей была вооруженная демонстрация российской военной мощи на Азовском море. В составе эскадры, под общей командой адмирала Ф. Л. Головина, на четырёх морских стругах шёл от Таганрога с пятьюстами выборными казаками и атаман Войска Донского Фрол Минаев.
12 мая 1700 года в Таганрог прибыл Павловский атаман Федор Селицкий и сообщил воеводе Е. Янову, что в Павловском укреплении (место, где сходятся дороги из Таганрога и Гаевки — на берегу Миуса) начались волнения казаков. Казаки собрали круг и требовали у атамана объяснений, почему все вопросы их жизни решает воевода Таганрога, а не станичный круг. 28 мая 1700 года в Таганрог прибыл весь Павловский казачий гарнизон и подал коллективную жалобу, звучавшую скорее как ультиматум. Казаки требовали выплатить им задерживаемое с апреля «хлебное жалование», - в противном случае, они угрожали сдать пушки из Павловского укрепления в крепость Таганрога и разойтись со службы. Воевода выдал казакам часть жалования мукой и доложил о случившемся в Москву. Ознакомившись с этим донесением из Таганрога 26 июня 1700 года, Пётр I поручил азовскому воеводе провести следствие и по его результатам повесить 20—25 казаков — зачинщиков бунта, а если зачинщики все, то каждого пятидесятого казака. Жестокость царя диктовалась тревогой за важную в стратегическом отношении Таганрогскую крепость, позволявшую контролировать Приазовье и Дон и противостоять в недавно завоеванном регионе туркам. Указание Петра было выполнено, бунтовщики наказаны и порядок восстановлен. В дальнейшем, до разрушения Таганрога в 1712 году, казаки больше не выказывали своего недовольства, и когда в 1707 году Дон забурлил, мятежный атаман Кондратий Булавин счёл Таганрогскую цитадель неприступной и завладеть ею не решился. Таганрогский казачий полк также не решился поддержать Обще-Донское движение.
15 июня 1711 года азовский губернатор И. Л. Толстой докладывал командующему обороной Приазовья Ф. М. Апраксину, что 13 июня в Таганрог прибыли посланные ранее к горским черкесам казаки Аксен Фролов, Лаврик Андреев, Максим Тимофеев сотоварищи. С казаками приехали посланцы кабардинских и абазинских князей с письмами к Петру I. Казаки были щедро награждены, а посланцы Северного Кавказа отправлены в Москву.
Вскоре турки нарушили мирный договор, и в Приазовье закипели бои. Доблестно сражались казаки, защищая от турок вновь построенную крепость. В июле 1711 года по приказанию командовавшего русской эскадрой адмирала Корнелиуса Крюйса казачьи морские дозоры на боевых лодках крейсировали в море до Керчи. Они захватили на своих лодках небольшое судно из атаковавшей город турецкой эскадры. Затем 22 июля 1711 года отряд, состоявший из 1500 казаков и двух батальонов пехоты, сбросил с Петрушиной косы в море крупный турецкий морской десант.
В 1711 году, после провала Прутского похода, по условиям Прутского мирного договора Россия обязалась разрушить гавань и город, что и было сделано в феврале 1712 года. Гарнизон Троицкой крепости, в том числе и таганрогские казаки, с пушками и припасами был передислоцирован в крепость «Транжемент» недалеко от Черкасска (ныне — станица Старочеркасская), в Хоперскую, Тавровскую и Ново-Павловскую крепости.
Двадцать четыре года Приазовье находилось под властью турок. Если Азов они старались укреплять, то Таганрог был полностью заброшен. В ходе очередной русско-турецкой войны в 1736 году после четырёхмесячной осады Азов был вновь взят, отошёл к России и Таганрог.
Второе подлинное рождение Таганрога связано с именем Екатерины II. Во время очередной русско-турецкой войны русский отряд 2(13) апреля 1769 года под командованием бригадира Дежедераса вступил в разрушенный город. В отряде ударную силу составляла кавалерия из 500 казаков.
Пятисотенный Таганрогский конный казачий полк был повторно сформирован по Указу от 9 сентября 1769 года из донских казаков, которых с семьями переселили в город-крепость Таганрог, выбрав «к службе годных и способных, не престарелых и не увечных, не весьма молодых, но посредственных лет здоровых людей, которые бы имели у себя к службе годных две лошади и вооружены были исправным ружьем, парою добрых пистолетов, саблею и пикою; нарядив и записав имена, списать тогда же и их семейства, то есть жен и обоего пола детей, с показанием их лет, и по окончании того тотчас велеть им с тем семейством, домами и пожитками, при нарочно выборных из них же в каждой станице приказных, следовать в предписанные крепости».
Казаки были поселены вокруг Таганрога, преимущественно вдоль берега моря и Миусского лимана. Несмотря на то, что казаки обзаводились хозяйством, семьями и жили в своих домах, все они почти ежедневно обучались военным навыкам. К обучению казаков были привлечены регулярные кавалерийские офицеры. Стали вводиться и российские воинские звания. Обрядовая «старшина» заменялась ротмистрами и вахмистрами.
Казаки должны были ежедневно патрулировать побережье моря и Миусского лимана. В случае набега татарской конницы или появления турецких кораблей с десантом они должны были постараться сдержать противника, а главное — сразу предупредить гарнизон Таганрога о надвигающейся опасности. 17 сентября 1770 года возвращающиеся в свой хутор с таганрогского рынка, казаки заметили вдали нескольких конных, которые попытались скрыться. Казаки бросились за ними в погоню. Доскакав до лимана, конные успели вплавь скрыться, только у одного из них лошадь подвернула ногу, всадник попытался спрятаться в камышах, но его удалось поймать. Им оказался татарин, который сразу же был отправлен под надежным караулом к коменданту в Таганрог. Как рассказал он на допросе — им было приказано осмотреть укрепления города. Но к городу они подойти не смогли, наткнувшись на солдатский дозор, а возвращаясь обратно, ещё напоролись и на казаков. За пойманного лазутчика казакам Иевлеву и Сидоренко была объявлена благодарность и выдано «по 5 аршин материи на кафтаны».
Можно ещё упомянуть приезд под Таганрог в 1771 году Емельяна Пугачева, который тогда служил в чине хорунжего, находился при осаде Бендер, но заболел и был отправлен домой. Выздоровев, Емельян Пугачев приехал в Таганрог навестить свою сестру, которая была замужем за донским казаком Симоном Павловым, служившим в таганрогском полку. Павлов, как и некоторые другие казаки, мечтал вернуться к вольной жизни и стал неоднократно жаловаться Пугачеву на тяжесть своего жития и выразил намерение бежать со службы. Как ни уговаривал его Емельян Пугачев, Павлов все-таки бежал и уговорил Пугачева перевезти его, вместе с другими беглецами, через Дон. Впоследствии, когда Павлов снова вернулся домой под Таганрог и был арестован, он рассказал следователям про Пугачева, но это его от наказания, конечно, не спасло.
После присоединения к России Крымского ханства статус главной черноморской военно-морской базы закономерно переходит к городу, более удачно расположенному — Севастополю. Таганрог как город-крепость и военно-морская база себя исчерпал.
Строевых казаков стали приучать к русской общеармейской муштре, хотели перевести на положение обыкновенных гарнизонных солдат и лишить права выборности старшин, заменив их ротмистрами. Такой перевод казаков в «регулярство» подогрел их недовольство. Казаки перестали выполнять наряды на службу и избили генерала Черепова, присланного к ним для «уговоров».
25 Июня 1775 года Таганрогский казачий полк «за ненадежностью личного состава» был распущен. Гарнизон Таганрога сменил армейский регулярный полк, а весь состав расформированного казачьего Таганрогского полка переселили в Новониколаевскую станицу.
После разгрома Запорожской Сечи 16 августа 1775 года под Таганрогом поселили часть запорожских казаков, которых перевели в разряд государственных крестьян. Именно они образовали села Николаевку, Покровское и Троицкое.
На место таганрогских казаков правительство поселило также более послуш лояльных к российской власти колонистов из крымских греков.